# Хеннинг (тауншип, Миннесота)
Хеннинг (англ. Henning) — тауншип в округе Оттер-Тейл, Миннесота, США. На 2000 год его население составило 426 человек.

## География
По данным Бюро переписи населения США площадь тауншипа составляет 85,1 км², из которых 84,4 км² занимает суша, а 0,7 км² — вода (0,85 %).

## Демография
По данным переписи населения 2000 года здесь находились 426 человек, 140 домохозяйств и 111 семей.  Плотность населения —  5,0 чел./км².  На территории тауншипа расположено 175 построек со средней плотностью 2,1 построек на один квадратный километр. Расовый состав населения: 99,30 % белых, 0,47 % азиатов, 0,23 % — других рас США. Испанцы или латиноамериканцы любой расы составляли 0,47 % от популяции тауншипа.
Из 140 домохозяйств в 31,4 % воспитывались дети до 18 лет, в 74,3 % проживали супружеские пары, в 1,4 % проживали незамужние женщины и в 20,7 % домохозяйств проживали несемейные люди. 18,6 % домохозяйств состояли из одного человека, при том 7,9 % из — одиноких пожилых людей старше 65 лет. Средний размер домохозяйства — 2,66, а семьи — 2,99 человека.
21,8 % населения — младше 18 лет, 6,8 % — в возрасте от 18 до 24 лет, 19,5 % — от 25 до 44, 25,8 % — от 45 до 64, и 26,1 % — старше 65 лет. Средний возраст — 46 лет. На каждые 100 женщин приходилось 99,1 мужчин.  На каждые 100 женщин старше 18 приходилось 100,6 мужчин.
Средний годовой доход домохозяйства составлял 31 875 долларов, а средний годовой доход семьи —  37 578 долларов. Средний доход мужчин —  25 278  долларов, в то время как у женщин — 17 500. Доход на душу населения составил 13 215 долларов. За чертой бедности находились 6,0 % семей и 9,3 % всего населения тауншипа, из которых 13,4 % младше 18 и 14,6 % старше 65 лет.